# Fehring

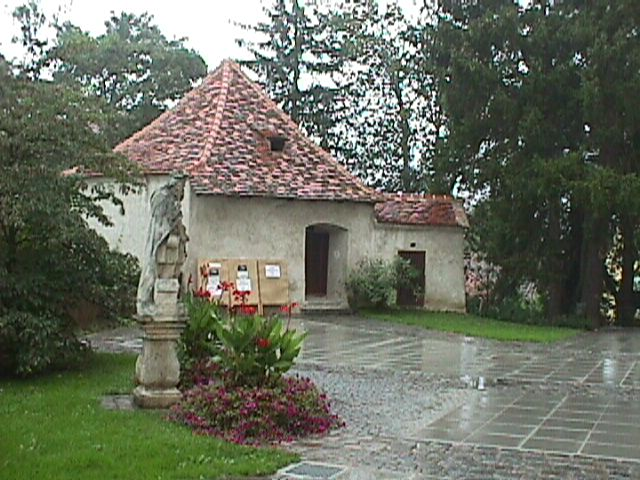
Tabor

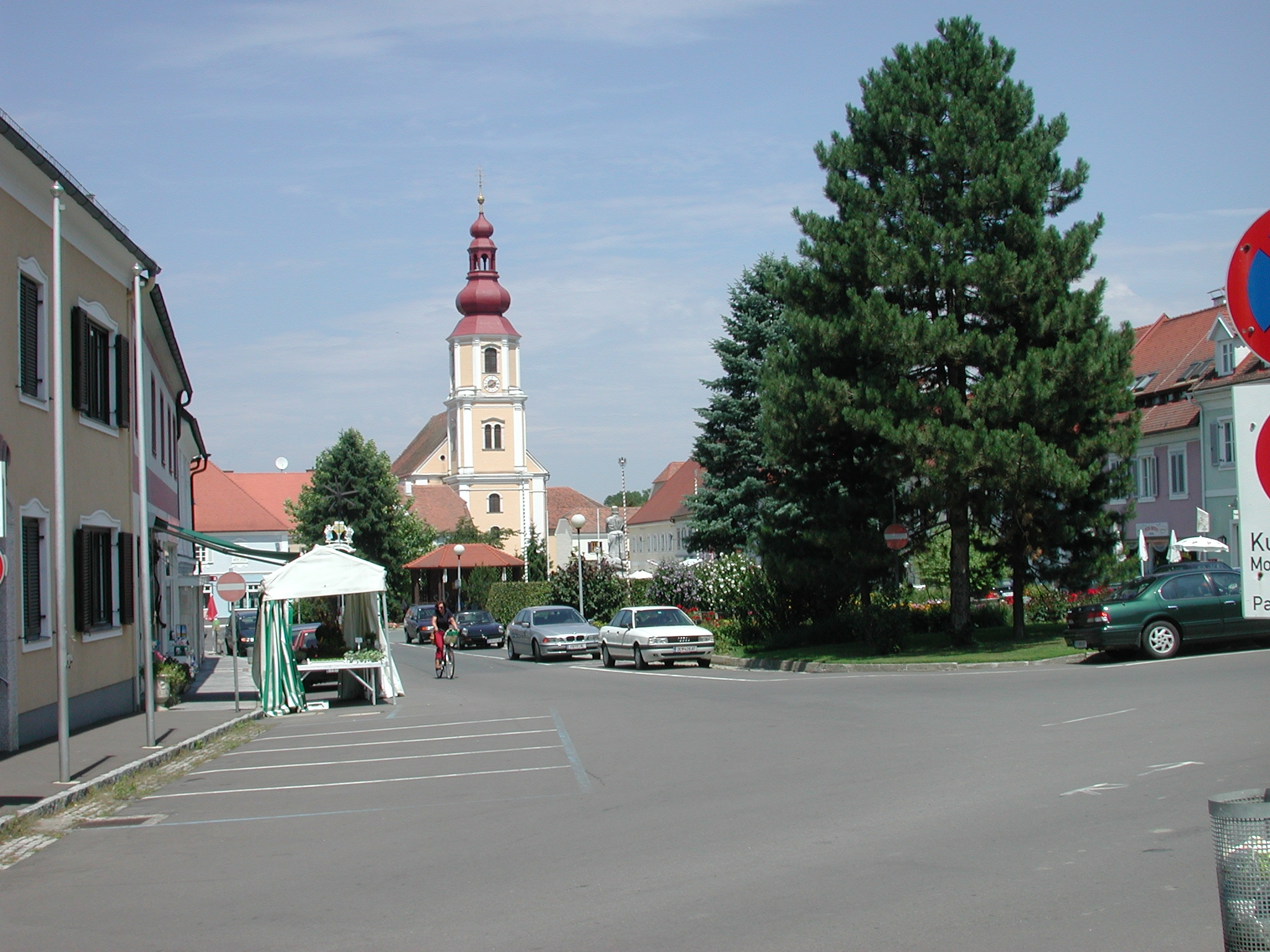
Fehring

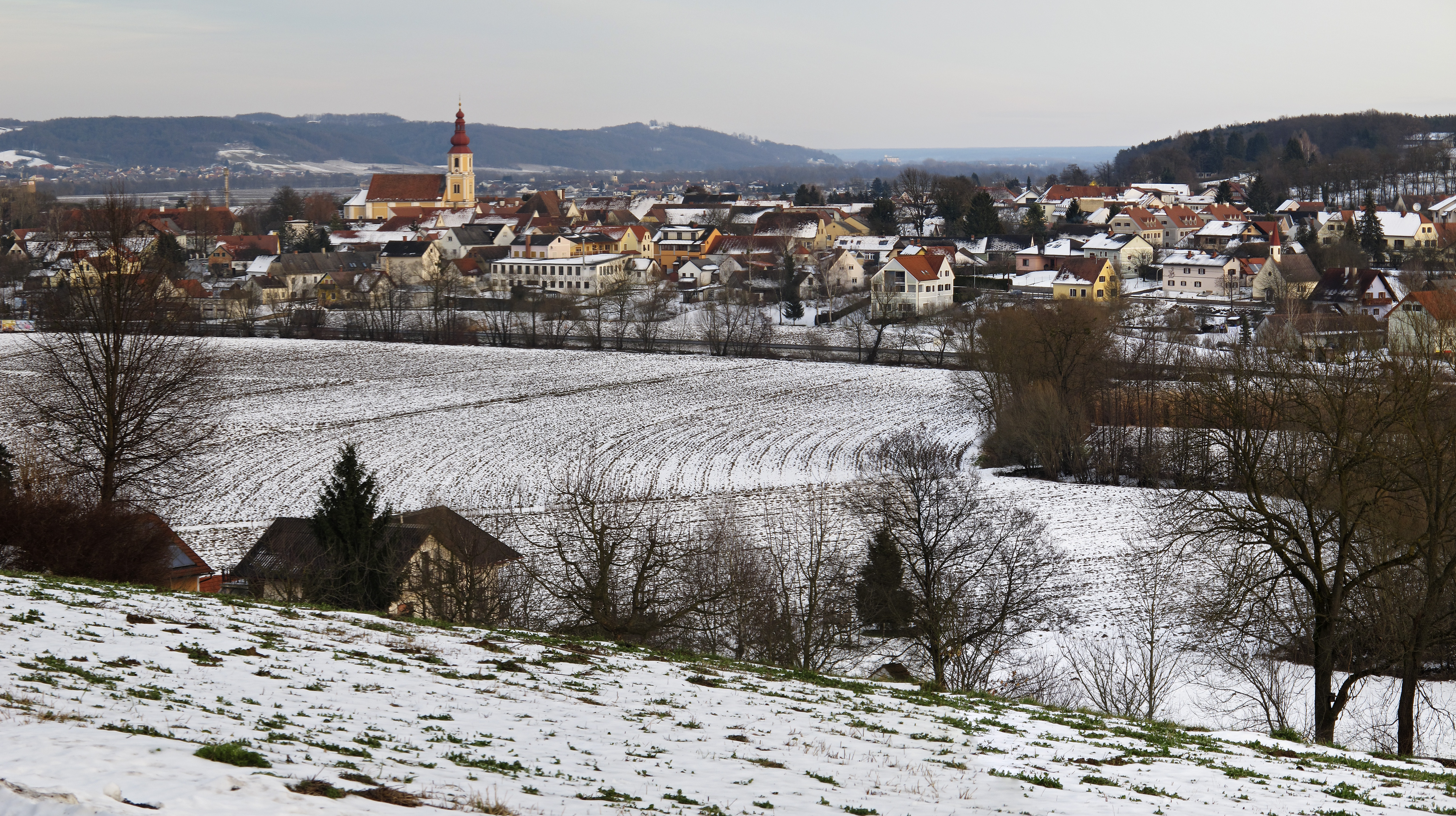
Fehring

Fehring is een gemeente met 5303 inwoners (2023) in de Oostenrijkse deelstaat Stiermarken, gelegen in het district Südoststeiermark. Tot 2013 behoorde ze tot het district Feldbach. In 2015 werd Fehring uitgebreid met Hatzendorf, Hohenbrugg-Weinberg, Johnsdorf-Brunn en Pertlstein.
Bad Gleichenberg · Bad Radkersburg · Deutsch Goritz · Edelsbach bei Feldbach · Eichkögl · Fehring · Feldbach · Gnas · Halbenrain · Jagerberg · Kapfenstein · Kirchbach-Zerlach · Kirchberg an der Raab · Klöch · Mettersdorf am Saßbach · Mureck · Paldau · Pirching am Traubenberg · Riegersburg · Sankt Anna am Aigen · Sankt Peter am Ottersbach · Sankt Stefan im Rosental · Straden · Tieschen · Unterlamm
- Gemeinsame Normdatei: 4325175-4
- MusicBrainz: 4b9df288-af8c-4b37-be29-942aa33942ed
- Virtual International Authority File: 249132829
- WorldCat: E39PBJkMKqmW4bQqfGqTj6v4MP